# Prix de Gien
Prix de Gien är ett travlopp för 3-åriga varmblod hingstar och ston som körs på Vincennesbanan utanför Paris i Frankrike varje år. Det går av stapeln i början av juni. Det är ett Grupp 3-lopp, det vill säga ett lopp av tredje högsta internationella klass. Loppet körs över distansen 2700 meter med voltstart. Den samlade prissumman i loppet är 70 000 euro, varav 31 500 euro till vinnaren.

## Vinnare
| År   | Häst               | Efter             | Kusk                    | Tränare                 | Tid    |
| ---- | ------------------ | ----------------- | ----------------------- | ----------------------- | ------ |
| 2024 | Frank Gio          | Face Time Bourbon | Matthieu Abrivard       | Sébastien Guarato       | 1'14'8 |
| 2023 | Kristal Josselyn   | Bold Eagle        | Benjamin Rochard        | Sébastien Guarato       | 1'13'7 |
| 2022 | Josh Power         | Offshore Dream    | Benjamin Rochard        | Benjamin Goetz          | 1'13'9 |
| 2021 | Izoard Védaquais   | Bird Parker       | Éric Raffin             | Philippe Allaire        | 1'13'4 |
| 2020 | Heaven's Pride     | Brillantissime    | David Thomain           | Philippe Allaire        | 1'16'6 |
| 2019 | Good Boy Ligneries | Un Mec d'Héripré  | Jean-Philippe Monclin   | Philippe Billard        | 1'15'4 |
| 2018 | Mister F Daag      | Cantab Hall       | Alexandre Abrivard      | Paul J. Hagoort         | 1'13'5 |
| 2017 | Hambo Transs R     | Love You          | Robin Bakker            | Paul J. Hagoort         | 1'13'8 |
| 2016 | Dragon des Racques | Love You          | Laurent-Claude Abrivard | Laurent-Claude Abrivard | 1'15'8 |
| 2015 | Cobra Bleu         | Fortuna Fant      | Pierre Vercruysse       | Pierre Vercruysse       | 1'14'6 |
| 2014 | Bold Eagle         | Ready Cash        | Jean-Étienne Dubois     | Jean-Étienne Dubois     | 1'14'3 |
| 2013 | Adio Josselyn      | And Arifant       | Jean-Michel Bazire      | Hedi Le Bec             | 1'15'1 |
| 2012 | Voyage de Reve     | Password          | Jean-Philippe Dubois    | Philippe Moulin         | 1'16'9 |
| 2011 | Uniclove           | Look de Star      | Thierry Duvaldestin     | Thierry Duvaldestin     | 1'15'3 |
| 2010 | Trajan             | Goetmals Wood     | Pierre Levesque         | Romain Derieux          | 1'13'9 |
| 2009 | Seven d'Oliverie   | And Arifant       | Laurent-Claude Abrivard | Laurent-Claude Abrivard | 1'13'8 |
| 2008 | Racing Rainbow     | Ever Jet          | Jean-Étienne Dubois     | Jean-Étienne Dubois     | 1'14'1 |
| 2007 | Petite Cherie      | Cygnus d'Odyssee  | Jean-Michel Bazire      | Thierry Raffegeau       | 1'15'4 |
| 2006 | Opaline d'Atout    | Coktail Jet       | Franck Blandin          | Franck Blandin          | 1'16'3 |
| 2005 | Notre Audace       | Défi d'Aunou      | Pierre Vercruysse       | Pascal Daulier          | 1'16'4 |
| 2004 | Ma Cigale          | Dyasar Grandchamp | Philippe Daugeard       | Philippe Daugeard       | 1'15'7 |